# Northumberland (Pennsylvania)
Northumberland ist ein Borough im Northumberland County in Pennsylvania, Vereinigte Staaten. Das U.S. Census Bureau hat bei der Volkszählung 2020 eine Einwohnerzahl von 3.911 ermittelt.

## Geographie

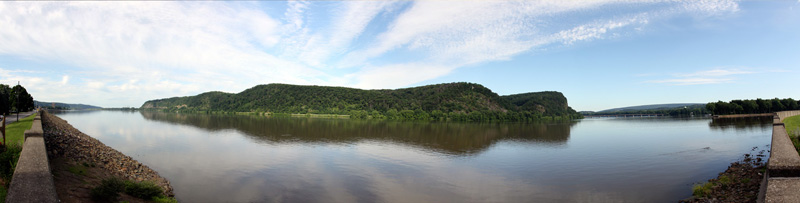
Der Susquehanna River bei Northumberland

Northumberlands geographische Koordinaten lauten 40° 54′ N, 76° 48′ W (40,893935, −76,795975), etwa 95 km nordöstlich von Harrisburg. Der Ort liegt an der Mündung des West Branch Susquehanna River in den Susquehanna River.
Nach den Angaben des United States Census Bureaus hat der Borough eine Fläche von 4,1 km², es gibt keine nennenswerten Gewässerflächen.

## Geschichte

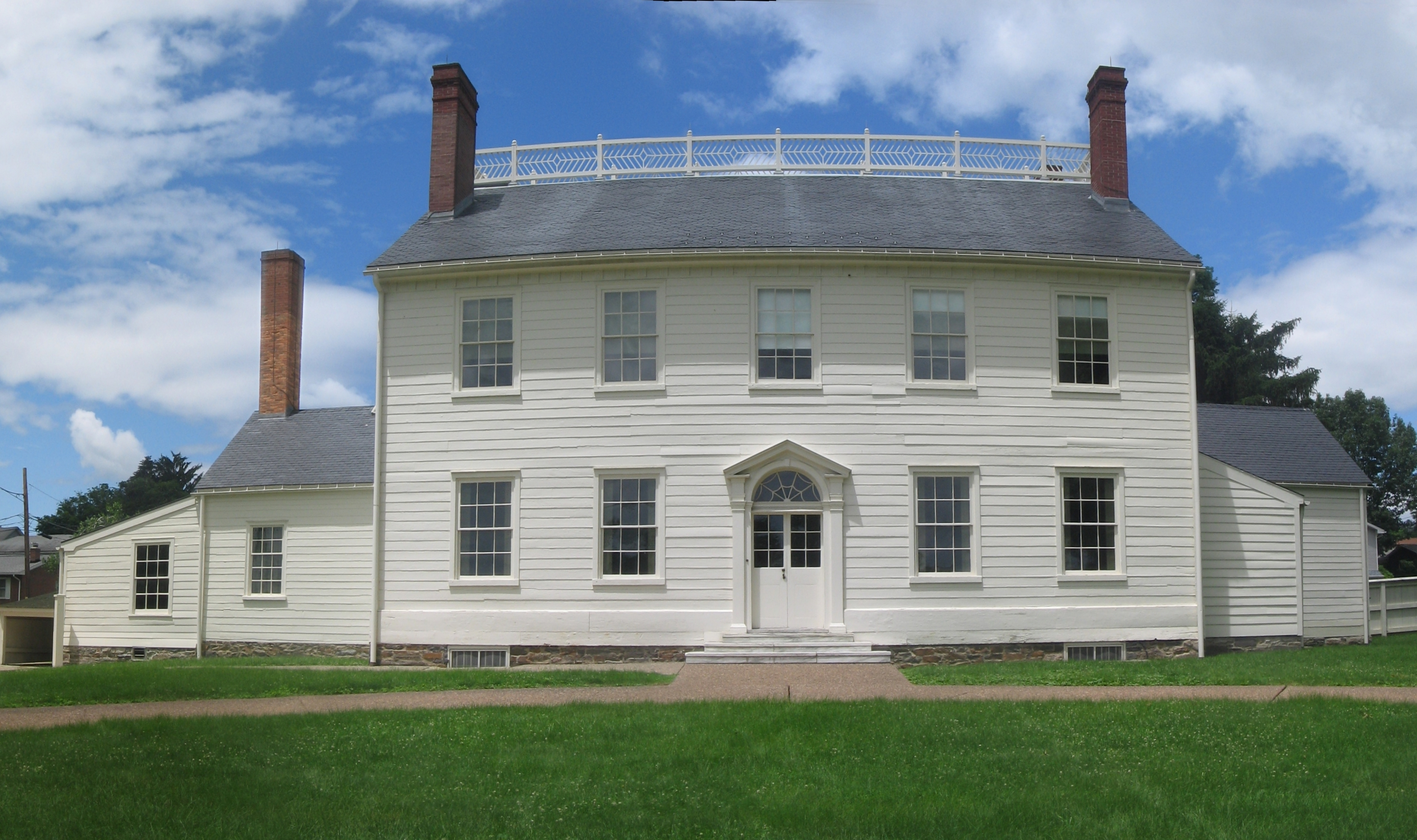
Das Joseph Priestley House ist eine National Historic Landmark

Northumberland wurde 1772 gegründet. Das Land, wo Northumberland sich später befinden sollte, wurde 1768 im ersten Vertrag von Fort Stanwix von den Irokesen gekauft. Während der Amerikanischen Revolution wurde Northumberland 1778 während des Big Runaway evakuiert und erst 1784 wiederbesiedelt.
In den Jahren von 1794 bis zu seinem Tod 1804 lebte in Northumberland der britische Theologe, Geistliche, Naturphilosoph und Politiktheoretiker Joseph Priestley. Das Joseph Priestley House steht noch heute an der Priestley Avenue und ist als National Historic Landmark eingestuft. In das National Register of Historic Places eingetragen ist noch ein weiteres Anwesen in Northumberland: die Priestley-Forsyth Memorial Library, erbaut von einem Großenkel Joseph Priestleys. Ein großer Teil des Boroughs ist Teil des Northumberland Historic District.

## Demographie
Zum Zeitpunkt des United States Census 2000 bewohnten Northumberland 3714 Personen. Die Bevölkerungsdichte betrug 913,4 Personen pro km². Es gab 1772 Wohneinheiten, durchschnittlich 435,8 pro km². Die Bevölkerung in Northumberland bestand zu 98,38 % aus Weißen, 0,73 % Schwarzen oder African American, 0,13 % Native American, 0,9 % Asian, 0 % Pacific Islander, 0,40 % gaben an, anderen Rassen anzugehören und 0,16 % nannten zwei oder mehr Rassen. 0,62 % der Bevölkerung erklärten, Hispanos oder Latinos jeglicher Rasse zu sein.
Die Bewohner Northumberlands verteilten sich auf 1657 Haushalte, von denen in 25,9 % Kinder unter 18 Jahren lebten. 50,3 % der Haushalte stellten Verheiratete, 10,3 % hatten einen weiblichen Haushaltsvorstand ohne Ehemann und 36,9 % bildeten keine Familien. 32,0 % der Haushalte bestanden aus Einzelpersonen und in 13,3 % aller Haushalte lebte jemand im Alter von 65 Jahren oder mehr alleine. Die durchschnittliche Haushaltsgröße betrug 2,22 und die durchschnittliche Familiengröße 2,79 Personen.
Die Bevölkerung verteilte sich auf 21,7 % Minderjährige, 6,7 % 18–24-Jährige, 29,2 % 25–44-Jährige, 24,2 % 45–64-Jährige und 18,2 % im Alter von 65 Jahren oder mehr. Der Median des Alters betrug 40 Jahre. Auf jeweils 100 Frauen entfielen 90,1 Männer. Bei den über 18-Jährigen entfielen auf 100 Frauen 85,8 Männer.
Das mittlere Haushaltseinkommen in Northumberland betrug 31.891 US-Dollar und das mittlere Familieneinkommen erreichte die Höhe von 38.807 US-Dollar. Das Durchschnittseinkommen der Männer betrug 31.162 US-Dollar, gegenüber 22.203 US-Dollar bei den Frauen. Das Pro-Kopf-Einkommen belief sich auf 18.229 US-Dollar. 7,7 % der Bevölkerung und 4,5 % der Familien hatten ein Einkommen unterhalb der Armutsgrenze, davon waren 7,7 % der Minderjährigen und 6,8 % der Altersgruppe 65 Jahre und mehr betroffen.

## Bildung

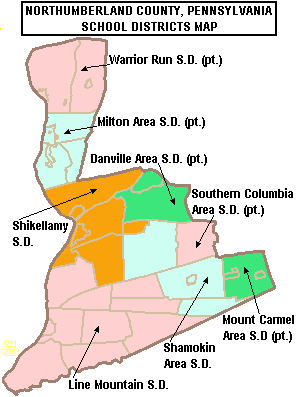
Map of Northumberland County, Pennsylvania Public School Districts

Northumberland liegt im Shikellamy School District, deren Sitz sich in Sunbury befindet.

## Verwaltung
Der Borough of Northumberland wird regiert von einem Rat aus sieben Mitgliedern zuzüglich dem Bürgermeister, wobei der Bürgermeister eine weitgehend zeremonielle Rolle einnimmt. Die Ratsmitglieder haben eine Wahlperiode von vier Jahren. Derzeitiger Bürgermeister ist Len Zboray, der im Juli 2011 Gretchen Brosius abgelöst hat.

## Persönlichkeiten
Der englische Chemiker Joseph Priestley lebte während seines letzten Lebensjahrzehnts in Northumberland, wo er 1804 starb. Sein Wohnhaus existiert noch und ist ein Museum.
Generalmajor Uzal Girard Ent, der im August 1943 den Luftangriff auf die rumänischen Ölraffinerien in Ploiești befehligt hatte, Theodore Van Kirk, der Navigator der Enola Gay beim Atombombenabwurf auf Hiroshima und Daniel McFarlan Moore, ein Elektroingenieur und Erfinder der nach ihm benannten Lampe wurden hier geboren.
Der Schriftsteller David Fulmer, der mehrere Romane über den früheren Rotlichtbezirk Storyville in New Orleans geschrieben hat, wurde in Northumberland geboren und wuchs hier auf.
- Lewis D. Apsley (1852–1925), Politiker
- Theodore Van Kirk (1921–2014), Luftwaffenoffizier und Navigator der Enola Gay beim Atombombenabwurf auf Hiroshima